# Sean Porter
Sean Porter (Schertz, 12 gennaio 1991) è un giocatore di football americano statunitense che gioca nel ruolo di linebacker nella National Football League (NFL) e dal 2016 è free agent. Fu scelto nel corso del quarto giro (118º assoluto) del Draft NFL 2013 dai Cincinnati Bengals. Al college ha giocato a football alla Texas A&M University.

## Carriera professionistica

### Cincinnati Bengals
Porter fu scelto nel corso del quarto giro del Draft 2013 dai Cincinnati Bengals, ma un infortunio alla spalla lo costrinse a saltare la sua prima stagione NFL. Debuttò come professionista subentrando nella settimana 5 della stagione 2014 contro i New England Patriots.

## Statistiche
| Partite totali      | 1 |
| Partite da titolare | 0 |
| Tackle              | 0 |
| Sack                | 0 |
| Intercetti          | 0 |

Statistiche aggiornate alla stagione 2014